# Чабан, Павел Родионович
Павел Родионович Чабан (1908—1976) — машинист паровоза Челутаевского леспромхоза Бурят-Монгольской АССР, Герой Социалистического Труда (05.10.1957).
Родился в селе Стриховка Житомирской губернии в крестьянской семье. С детских лет работал по найму.
В 1935 г. переехал в Бурятскую АССР на строительство локомотивовагоноремонтного завода. Работал грузчиком, на заготовке древесины, каменщиком, на строительстве узкоколейной железной дороги.
После окончания строительства завода перешёл в Челутаевский леспромхоз, где вскоре стал машинистом паровоза.
За счёт рационализации, правильной организации труда сократил до минимума время расстановки вагонов под погрузку: за смену обрабатывалось по 30-40 вагонов.
Детальное изучение трассы позволило водить составы с максимальной скоростью: это дадо ещё 20 % повышения производительности.
В 1957 г. за высокие показатели в труде присвоено звание Героя Социалистического труда. Награждён медалью «За трудовую доблесть».
С 1965 г. на пенсии.
Умер в 1976 г. после тяжелой и продолжительной болезни.